# Einzelmolekülfluoreszenzspektroskopie
Die Einzelmolekülfluoreszenzspektroskopie (englisch Single Molecule Fluorescence Spectroscopy) ist eine Methode der physikalischen Chemie, um einzelne Moleküle sichtbar zu machen. In der Regel wird ein Konfokalmikroskop oder ein TIRF-Mikroskop verwendet, welches es erlaubt, die Größe des Detektionsvolumens auf unter einen Femtoliter (10−15 Liter) zu begrenzen. Dadurch wird erreicht, dass sich bei geeigneter Verdünnung der zu untersuchenden Moleküle im Durchschnitt weniger als ein fluoreszenzaktives Molekül im Fokus befindet. Nach Anregung durch einen geeigneten Laser werden vom angeregten Molekül Photonen emittiert (Fluoreszenz), die zur Charakterisierung der Eigenschaften individueller Moleküle herangezogen werden können. Bei Ensemblemessungen befinden sich dagegen mehrere Moleküle im Beobachtungsvolumen, sodass die Einzelmoleküleigenschaften verborgen bleiben und nur ein Mittelwert detektiert wird.

## Ensemble- vs. Einzelmolekülmessungen

Bei einer Ensemble-Messung von FRET (z. B. in einem Fluoreszenzspektrometer) ergibt sich nur ein Mittelwert (rot ausgestrichen im Histogramm rechts), der aber eine Spezies bedeutet, die in der Probe nicht vorhanden ist. Eine Einzelmolekül-Spektroskopie ergibt dagegen die Verteilung der FRET-Effizienzen, was die zwei vorhandenen Spezies aufdeckt.

Ensemblemessungen (z. B. in einem Fluoreszenz- oder Absorptionsspektrometer) ergeben immer einen Mittelwert über die gesamte Probe gemittelt. Dieser kann aber eine Probe vortäuschen, die in Wirklichkeit nicht vorhanden ist, weil z. B. der Mittelwert über zwei unterschiedliche Spezies in der Probe denselben Wert ergibt.
Ein Beispiel: Misst man während einer Ensemblemessung die gesamte Fluoreszenzintensität einer Probe mit zum Beispiel zehn fluoreszenzaktiven Molekülen, so erhält man einen bestimmten zeitlichen Mittelwert. Dieser verbirgt jedoch, dass von den zehn Molekülen eventuell sechs nur schwach fluoreszieren und die anderen vier den Hauptteil der gemessenen Fluoreszenzintensität ausmachen. Dasselbe ist in der Abbildung rechts für eine FRET-Messung dargestellt. Die Probe besteht aus zwei unterschiedlichen Konformationen, die entweder einen hohen oder einen niedrigen FRET ergeben. Eine Mittelung über beide würde einen mittleren FRET ergeben, nach dem man auf eine dritte Konformation, die tatsächlich aber gar nicht vorliegt, schließen würde.

## Vorgehen bei der Messung

### Diffusionsmessungen oder flussgetriebene Messungen
Die zu untersuchenden Moleküle werden in einer Pufferlösung so verdünnt in das Mikroskop eingebracht, dass die Wahrscheinlichkeit zwei fluoreszierende Moleküle gleichzeitig im Beobachtungsvolumen anzutreffen verschwindend gering wird. Während einer dann folgenden längeren Messung (typisch 10–60 min) diffundieren nacheinander einzelne Moleküle durch das Beobachtungsvolumen, deren Fluoreszenzsignal jeweils als burst detektiert wird. Aus den Eigenschaften des Bursts lassen sich dann Eigenschaften des Moleküls bestimmen. Dazu kann Einzelmolekülfluoreszenzspektroskopie mit verschiedenen anderen Verfahren kombiniert werden:
- Förster-Resonanz-Energie-Transfer (dann oft als single molecule FRET oder smFRET bezeichnet) erlaubt es Abstände innerhalb eines Moleküls und deren Änderung zu vermessen.[1]
- Polarisationsaufgelöste Detektion: Diese erlaubt es z. B. die Fluoreszenzanisotropie eines Moleküls und damit Aussagen über seine Rotationsdiffusion zu bestimmen.[2]
- Fluoreszenz-Korrelations-Spektroskopie kann auch auf einzelne Bursts angewendet werden. Diese Methode erlaubt es Diffusionskonstanten und Reaktionskinetiken zu vermessen.[3]
- Fluoreszenzlebensdauermessungen helfen verschiedene molekulare Spezies zu trennen.[4]
- magnetische und optische Pinzetten können eingesetzt werden, um einzelne Moleküle zu fangen und Kräfte auf sie auszuwirken.[5]

Als Erweiterung erlauben es Methoden der Mikrofluidik die Bedingungen während einer Messung (Temperatur, Puffer, Chemie) einfach zu beeinflussen und zu steuern. Ferner kann die Verweildauer einzelner Moleküle im Fokus durch Erhöhung der Probenviskosität oder durch Immobilisierung der Moleküle an Oberflächen (siehe nächster Abschnitt) erweitert werden. Auch der Einschluss einzelner Moleküle in (immobilisierten) Vesikeln wurde bereits gezeigt.

### Messungen an immobilisierten Molekülen
Im Gegensatz zu den bisher beschriebenen Messungen können Moleküle auch fest an Oberflächen gebunden werden. Diese werden dann z. B. mit einem TIRF-Mikroskop über längere Zeitspannen untersucht. So lässt sich z. B. die Photophysik (Blinken, Bleichen) von Farbstoffen oder auch die Dynamik von einzelnen Molekülen mittels FRET vermessen.

### Single Particle Tracking (SPT)
Die SPT-Technik (dt. seltener auch Einzelpartikelverfolgung genannt) kann ebenfalls grob zur Klasse der Einzelmolekülfluoreszenzspektroskopie gezählt werden. Hier werden einzelne, fluoreszenzmarkierte Teilchen (Quantenpunkte, markierte Proteine, …) über längere Zeiten mit Hilfe eines Mikroskops verfolgt. Aus den dabei gemessenen Trajektorien kann auf die Diffusionseigenschaften der Teilchen und auf den Aufbau ihrer Umgebung geschlossen werden.